# Трихлорізоціанурова кислота
Трихло́різоціану́рова кислота́ — органічна сполука з хімічною формулою C3Cl3N3O3. Використовується як промисловий дезінфікуючий засіб, відбілюючий засіб та як реагент в органічному синтезі. Це білий кристалічний порошок, який має сильний «запах хлору». Іноді продається у вигляді таблеток або гранул для домашнього та промислового використання.

## Синтез
Трихлорізоціанурову кислоту отримують з ціанурової кислоти шляхом реакції з газоподібним хлором і тринатрій ціануратом.

## Додатки
Сполука є дезінфікуючим, альгіцидним і бактерицидним засобом переважно для басейнів і барвників, а також використовується як відбілюючий засіб у текстильній промисловості. Вона широко використовується в цивільній санітарії для басейнів і мінеральних джерел, для профілактики та лікування захворювань у тваринництві та рибальстві, для консервації фруктів і овочів, очищення стічних вод, як альгіцид для переробленої води в промисловості та кондиціонуванні повітря, для обробки проти усадки вовни, для обробці насіння та в органічному хімічному синтезі. Вона використовується в хімічному синтезі як джерело газоподібного хлору, яке легко зберігати та транспортувати, на неї не поширюються обмеження на транспортування небезпечного газу, а її реакція з соляною кислотою дає відносно чистий хлор.
Трихлорізоціанурова кислота, яка використовується в басейнах, легше використовувати, ніж газоподібний хлор. Вона повільно розчиняється у воді, але під час реакції концентрація ціанурової кислоти в басейні буде зростати.

## Дивись також
- Дихлорізоціануровая кислота (Діхлор)
- Натрію дихлорізоціанурат
- Хлор

## Зовнішні посилання
- Сторінка даних симклозену
- MSDS для трихлорізоціанурової кислоти
- Окислення первинного спирту до альдегіду